# Constant Cloquet
Constant Robert Cloquet (ur. w maju 1885, zm. XX wieku) – belgijski szermierz, brązowy medalista olimpijski.
Wystąpił na olimpiadzie letniej w Atenach w 1906, gdzie Belgowie w składzie: Constant Cloquet, Edmond Crahay, Philippe Le Hardy de Beaulieu i Fernand de Montigny zdobyli brązowy medal w szpadzie drużynowej. Startował także w turnieju floretu indywidualnego, w którym odpadł w pierwszej rundzie. Były to jego jedyne starty olimpijskie.